# Aage Kidde
Aage Ingebjørn Sager Kaas Kidde (28. april 1888 i Vejle – 29. december 1918 i Hareskov) var en dansk konservativ politiker, bror til Harald Kidde.
Han var søn af amtsvejinspektør, exam.jur. Christen Henrik Kidde (1818-1894) og Inger Dorothea (Doris) Corneliussen
(1848-1931). Kun seks år gammel mistede han sin fader. 1898 kom han til København, blev student fra Frederiksborg Gymnasium 1907 og tog filosofikum året efter, blev stud.polit., men blev aldrig færdig med studierne, da han brugte al sin tid på politisk arbejde. 1908-16 fik han en række poster i Studenterforeningen, blev involveret i Akademisk Skyttekorps, hvori han 1916 blev delingsfører. 1916-18 aftjente han sin værnepligt og udnævntes 1917 til løjtnant.
Han var ungkonservativ leder, formand for bl.a. Konservative Studenter og Konservativ Ungdom 1913-16. Kidde samlede omkring 1916 alle betydningsfulde formandsposter i den ungkonservative bevægelse på sine hænder, men måtte trække sig efter (ubekræftede) rygter om homoseksuelle forhold. Han påvirkede den senere konservative leder John Christmas Møller med sine ideer om den danske bondestands medfødte konservatisme – agrarkonservatismen. 
Allerede 1913 var Kidde blevet opstillet som Højres kandidat til Folketinget i Bogense; 1915 opstilledes han ligeledes i Otterup og Odense 1. kreds; i alle tre kredse førte han agitationen med aldrig trættet energi. April 1918 indvalgtes han i Folketinget; men da valget i Bogense blev kasseret, kunne han først efter omvalget juli samme år indtage sit sæde i tinget, men døde kort efter af den spanske syge. Som folkevalgt tog han flittigt del i udvalgsarbejdet, men nåede kun at holde en enkelt større tale 22. oktober 1918, i hvilken han krævede udlændinges ret til at erhverve fast ejendom begrænset ved lov.
Kidde var stærkt national og derfor negativt indstillet over for Tyskland. Han gennemførte under 1. verdenskrig efterretningsarbejde til fordel for Frankrig og førte kampagne for en Dannevirke-grænse ved folkeafstemningen i 1920. Hans betydning er grundigt behandlet af historikeren Wilhelm Christmas-Møller i bind 1 af dennes biografi om sin onkel John Christmas Møller.
Han er begravet på Bispebjerg Kirkegård. Et mindesmærke er rejst ved Langesø.